# 48. п. н. е.

## Догађаји
- 10. јул — У бици код Дирахијума Јулије Цезар је једва избегао тежак пораз од Помпеја.
- 9. август — Цезар је однео одлучујућу победу над Помпејем у бици код Фарсала у грађанском рату.
- 28. септембар — Помпеј је убијен при доласку у Египат, по наређењу краља Птолемеја XIII.
- октобар — Цезар се у потери за Помпејем заједно са мањим војним контингентом искрцава у Александрија где га дочекује делегација Птолемеја XIII и нуди му Помпејеву главу и прстен на поклон.
- Краљица Клеопатра VII враћа се из изгнанства у палату, умотана у персијски тепих, где је представљена Цезару. Након тога постаје његова љубавница.
- децембар — Цезарово стајање на Клеопатрину страну изазива оружани сукоб Римљана са краљем Птолемејом XIII, коме се прикључују снаге супарничке краљице Арсиноје IV. Сукоб, познат као Александријски рат и по томе што су током њега, по предаји, изгорели делови Александријске библиотеке, завршава Цезаровом и Клеопатрином победом, а Птолемеј и Арсиноја беже из града.
- децембар — Битка код Никопоља.

## Смрти
- 28. септембар — Гнеј Помпеј Велики, римски политичар (р. 106. п. н. е.)